# Schillaard
Schillaard (Fries: Skillaerd) is een buurtschap in de gemeente Leeuwarden, in de Nederlandse provincie Friesland. De buurtschap ligt ten zuidwesten van Leeuwarden, direct ten zuidwesten van het dorp Mantgum aan de weg Skillaerd. 
Schillaard bestaat anno 2024 uit een zevental adressen, enkele boerderijen en huizen en een kerktoren.

## Geschiedenis

### Ontstaansgeschiedenis
Schillaard zou volgens een legende zijn ontstaan toen twee zusters ruzie kregen over de plek van het stichten van een kerk in hun woonplaats Mantgum. De ene zuster wilde de kerk in het dorp neerzetten, maar de andere zuster vond dat dat haar uitzicht zou bederven. Omdat ze er niet uitkwamen, besloot de oudste zuster de jongste zuster uit huis te sturen, daarbij riep ze uit; “Gaat heen, gij zijt een schillaard”, wat zo veel zou betekenen als iemand die bewust een meningsverschil maakt. De jongste besloot daarop zelf een kerk te stichten op enige afstand van het dorp en noemde deze plek Schillaard.
Schillaard is echter ontstaan op een terp, een opgeworpen heuvel in het landschap. Uit  archeologisch onderzoek in 2008 bleek dat de terp bewoningsporen bevatte uit de ijzertijd en de Romeinse tijd, wat inhoudt dat de terp voor het begin van de christelijke jaartelling was opgeworpen. Uit booronderzoek bleek tevens dat de terp groter was dan gedacht, en zich meer naar het oosten toe uitstrekte. Er ontwikkelde zich over de eeuwen heen een kern van boerderijen.
Rond dezelfde periode waarin de kerk in Mantgum werd gebouwd, rond 1203, zou op de terp van Schillaard een kapel gebouwd zijn. De kapel zou mogelijk een gevolg kunnen zijn van een ruzie in Mantgum bij de bouw van de kerk, wat de basis zou kunnen zijn voor de legende met van de twee zusters. 
Volgens een ander verhaal zou de kapel, die later verbouwd werd tot een kerk, een overblijfsel zijn van een proosdij die bevolkt zou zijn geweest door nonnen, aldus Encyclopedie van Friesland in 1958. Deze dateert de kerk dan weer uit de 14e eeuw. 
De laatste kerk werd gebouwd in 1567 en werd afgebroken in 1880, omdat deze in verval was geraakt. De toren en het kerkhof bleven daarbij gespaard. De kerktoren van Schillaard is een van de oudste bewaard gebleven renaissance bouwwerken van Friesland. De oudste van de twee kerkklokken die in de kerk hingen dateert uit 1300 en werd opgenomen in de collectie van het Fries Museum.

### Plaatsnaam
Schillaard werd in 1445 vermeld als Scallaert, in 1478 als Schillaerdt, in 1482 als Schellart en in 16e en 17e eeuw als Schillaerd. De plaatsnaam zou mogelijk verwijzen naar een terp (werth) bij een schelpenbank (skil-schelp). Een andere mogelijke betekenis is dat de terp/wierde scheef weglopend was, waarbij schil verwant zou zijn aan 'schelling'. Weer een andere mogelijke betekenis wijst naar een bewoonde hoogte op een scheiding (schil).

### Bevolkingssontwikkeling
Schillaard bleef een kleine plaats en viel voor de reformatie van 1560 al onder Mantgum. De eigenaren van de state Hoxwier hadden onder meer het recht om de pastoor van de kerk te benoemen, doordat zij het collectierecht in Schillaard hadden. In 1580 werden Mantgum en Schillaard kerkelijk met elkaar verbonden, maar bleven zelfstandige. De kerkelijke goederen werden in de 18e eeuw samengevoegd.
Schillaard ligt binnen het dorpsgebied van Mantgum en was een tijdlang een zelfstandig dorp. Schillaard kromp echter in de 18e eeuw en in 1840 was er sprake van vijf huizen naast de kerk. Aan het einde van 19e eeuw werd Schillaard een buurtschap van Mantgum.

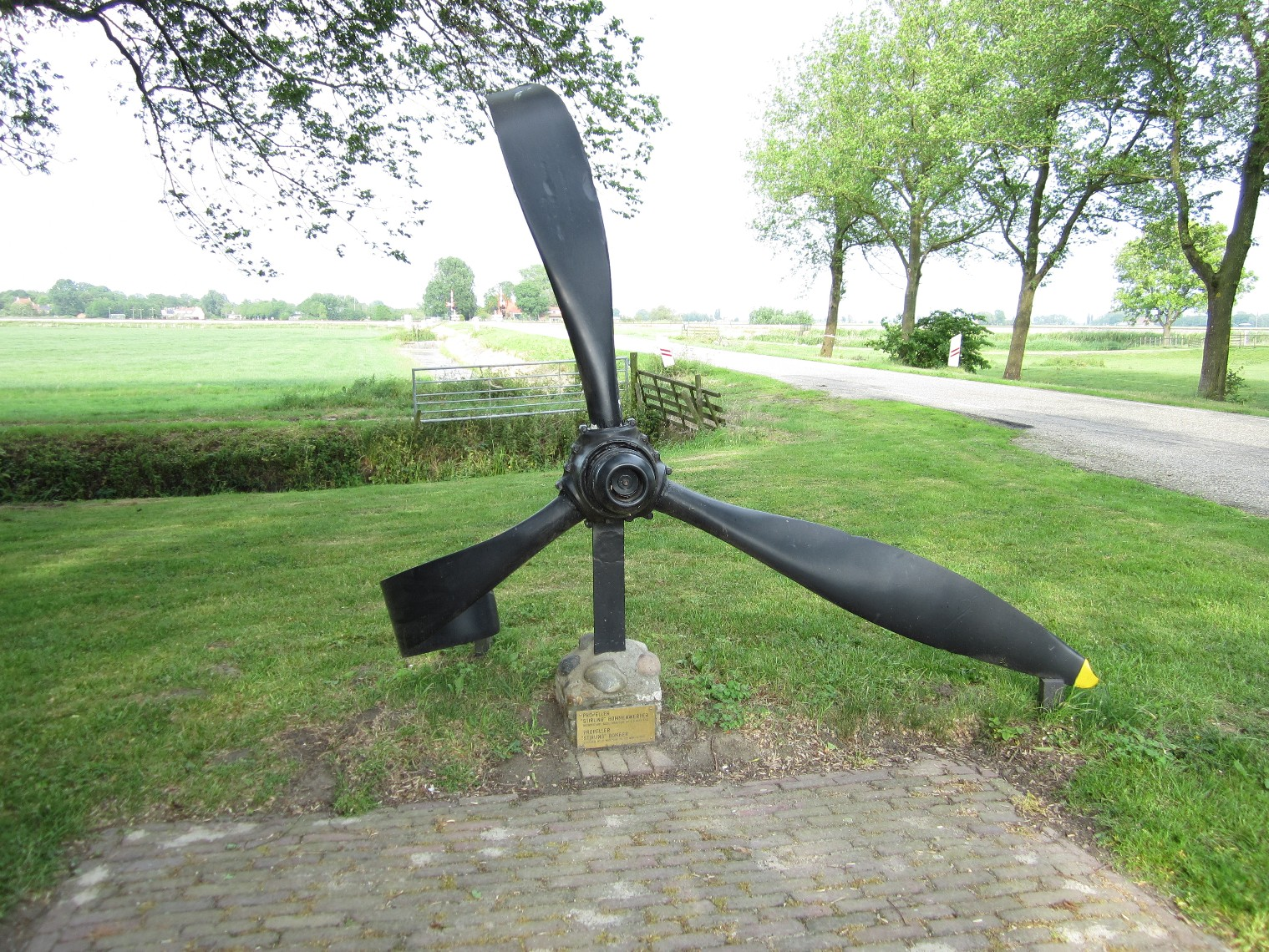
Propeller van de neergestorte Britse bommenwerper

## Tweede Wereldoorlogmonument
Op de begraafplaats staat een propeller van een Britse bommenwerper, die tijdens de Tweede Wereldoorlog op 2 maart 1943 vlak bij Mantgum neerstortte. De propeller werd in 1988 per toeval gevonden in de Mantgumervaart, en werd vervolgens in 1992 als een oorlogsmonument bij het kerkhof geplaatst. De omgekomen bemanning van de neergestorte Short Stirling bommenwerper ligt begraven op het kerkhof.
Op 22 december 1943 stortte bij Bolsward een Amerikaanse B-24 bommenwerper neer bij  luchtgevecht. Een van de bemanningsleden, Martin Patrick Bulger Jr. was met een parachute gedropt boven Bozum, omdat hij schotwonden had opgelopen en aan de grond mogelijk beter geholpen kon worden. Hij overleed echter direct na de landing. Hij werd in 1943 begraven op het kerkhof in Schillaard om in 1945 herbegraven te worden op de Amerikaanse Begraafplaats Margraten.
Steden, dorpen en gehuchten: Aegum · Baard · Beers · Britsum · Cornjum · Finkum · Friens · Goutum · Grouw · Hempens · Hijlaard · Hijum · Huins · Idaard · Irnsum · Jellum · Jelsum · Jorwerd · Leeuwarden · Lekkum · Lions · Mantgum · Miedum · Oosterlittens · Oude Leije · Roordahuizum · Snakkerburen · Stiens · Swichum · Teerns · Warstiens · Wartena · Warga · Weidum · Wirdum · Wytgaard

Buurtschappen: Abbengawier · Angwier · Baardburen · Bartlehiem (deels) · Barrahuis · De Hem · Domwier · Fons · Groote Bontekoe · Gotum · Hezens · Horne · Hofland · Hoptille · Marwird · Midsburen · Naarderburen · Noordend · Oude Schouw (deels) · Poelhuizen · Rewerd (deels) · Schillaard · Schrins · Tichelwerk · Tjaard · Tjeintgum · Truurd · Tsienzerburen · Vensterburen · Vierhuis · Vrouwbuurtstermolen (deels) · Wammerd · Wiel · Wieuwens · Wilaard · Zuiderburen · Zuiderend

Voormalige buurtschappen: De Drie Romers · Hoek

Friesland: Steden en dorpen      Nederland: Provincies · Gemeenten